# Jørgen Frantzen
Jørgen Frantzen   (Holbæk, 9 de maig de 1935 - Hundested, 10 de gener de 2020) és un remer danès, ja retirat, guanyador d'una medalla olímpica. Feia de timoner.
El 1952 va prendre part en els Jocs Olímpics d'Estiu de Hèlsinki, on guanyà la medalla de bronze en la prova del dos amb timoner del programa de rem. Formà equip amb Svend Pedersen i Poul Svendsen.